# Symphony X
Symphony x je progresivna metalska skupina, ki je nastal aprila 1994 v New Jersey-ju, ZDA. 

## Zgodovina
Ustanovitelj skupine je bil takrat že uveljavljeni kitarist Michael Romeo, kateremu se je nato pridružil basist Thomas Miller, ki je z Michaelom že imel nekaj skupne zgodovine. Kmalu za tem sta sledila bobnar Jason Rullo in pevec Rod Tyler. S prihodom klaviaturista Michaela Pinella je bila prvotna postava skupine zaključena.
Njihov prvenec Symphony X je bil izdan kmalu po ustanovitvi skupine, jeseni leta 1994, na Japonskem pa decembra istega leta. Le osem mesecev kasneje so izdali svoj drugi album The Damnation Game. V začetku leta 1995 je skupina med drugim zamenjala tudi pevca Roda Tylerja z Russlom Allenom. Rezultat kombinacije njegovega glasu ter simfoničnih vložkov in zares svojevrstnega načina igranja je bil velik uspeh po svetu ter povsem svež in nov veter v progresivni glasbi po svetu. Skupina je začela opažati vse več ljubiteljev le-te zvrsti, ki so jim peli slavo, predvsem ob izidu novega albuma The Divine Wings of Tragedy leta 1997. Z dvajsetminutno skladbo Divine Wings of Tragedy so pokazali svoj edinstven stil igranja. Album je torej požel veliko slavo in skoraj popolnoma zasenčil večino ostalih glasbenih skupin v tej zvrsti. V tem času se je Symphony x pognala na sam vrh progresivne glasbene scene.
Fantje seveda niso ležali na lovorikah, ampak so se takoj lotili pisanja novega albuma, tokrat naslovljenega Twilight in Olympus. Preden so stopili v studio, je skupino iz osebnih razlogov zapustil bobnar Jason Rullo, ki ga je nadomestil Thomas Walling. Album so izdali leta 1998, po izidu pa so začeli turnejo po Evropi, na kateri se je skupini znova pridružil Jason Rullo, basista Thomasa Millerja pa je nadomestil Andy Deluca. Symphony X je s to turnejo le še povečal število oboževalcev, obiskali so Nemčijo, Nizozemsko, Švico, Italijo in Francijo. Po zaključeni turneji so z basistom Thomasom Millerjem sprejeli odločitev, da bo dokončno zapustil skupino, tako je njihov novi basist postal Mike Lepond. Jeseni leta 1999 so začeli pisati nov album, naslovljen V: The New Mythology Suite, ki je izšel leta 2000 ter zopet po svetu požel neverjeten uspeh. Dve leti za tem je izšel nov album, imenovan The odyssey, na katerem je skladba The Accolade II nadaljevala oblikovno tradicijo albuma The Divine Wings of Tragedy; podobnost pa najdemo tudi zaradi dolge, štiriindvajsetminutne skladbe The odyssey. Symphony x v letu 2005 piše in snema nov album, katerega naslov še ni znan.

## Zasedba

### Trenutna zasedba
- Russell Allen - vokal
- Michael Romeo - kitara
- Michael Pinnella - klaviature
- Mike LePond - bas kitara
- Jason Rullo - bobni

### Nekdanji člani
- Thomas Walling - bobni
- Thomas Miller - bas kitara
- Andy DeLuca - bas kitara
- Rod Tyler - vokal

## Diskografija
- Dance Macabre - 1994 (demo)
- Symphony X - 1994
- The Damnation Game - 1995
- The Divine Wings of Tragedy - 1997
- Twilight in Olympus - 1998
- Prelude to the Millennium - 1998 (»best of« kompilacija)
- V: The New Mythology Suite - 2000
- Live on the Edge of Forever - 2001 (v živo)
- The Odyssey - 2002
- Paradise lost - 2007
- Iconoclast ( special edition) - 2011
- Underworld - 2015